# Ornacieux
Ornacieux és un municipi francès situat al departament de la Isèra i a la regió d'Alvèrnia-Roine-Alps. L'any 2007 tenia 365 habitants.

## Demografia

### Població
El 2007 la població de fet d'Ornacieux era de 365 persones. Hi havia 130 famílies de les quals 27 eren unipersonals (19 homes vivint sols i 8 dones vivint soles), 34 parelles sense fills i 69 parelles amb fills.
La població ha evolucionat segons el següent gràfic:
Habitants censats

### Habitatges
El 2007 hi havia 154 habitatges, 137 eren l'habitatge principal de la família, 14 eren segones residències i 3 estaven desocupats. 150 eren cases i 4 eren apartaments. Dels 137 habitatges principals, 116 estaven ocupats pels seus propietaris, 18 estaven llogats i ocupats pels llogaters i 3 estaven cedits a títol gratuït; 3 tenien dues cambres, 5 en tenien tres, 31 en tenien quatre i 98 en tenien cinc o més. 117 habitatges disposaven pel capbaix d'una plaça de pàrquing. A 45 habitatges hi havia un automòbil i a 86 n'hi havia dos o més.

### Piràmide de població
La piràmide de població per edats i sexe el 2009 era:
| Homes | Edats   | Dones |
| ----- | ------- | ----- |
| 0     | 95 o +  | 0     |
| 0     | 90 a 94 | 4     |
| 0     | 85 a 89 | 4     |
| 0     | 80 a 84 | 0     |
| 0     | 75 a 79 | 4     |
| 8     | 70 a 74 | 4     |
| 8     | 65 a 69 | 8     |
| 12    | 60 a 64 | 4     |
| 12    | 55 a 59 | 12    |
| 4     | 50 a 54 | 8     |
| 12    | 45 a 49 | 4     |
| 4     | 40 a 44 | 12    |
| 12    | 35 a 39 | 16    |
| 4     | 30 a 34 | 4     |
| 0     | 25 a 29 | 4     |
| 4     | 20 a 24 | 4     |
| 16    | 15 a 19 | 0     |
| 8     | 10 a 14 | 4     |
| 20    | 5 a 9   | 0     |
| 0     | 0 a 4   | 0     |

## Economia
El 2007 la població en edat de treballar era de 234 persones, 186 eren actives i 48 eren inactives. De les 186 persones actives 171 estaven ocupades (89 homes i 82 dones) i 15 estaven aturades (8 homes i 7 dones). De les 48 persones inactives 14 estaven jubilades, 25 estaven estudiant i 9 estaven classificades com a «altres inactius».

### Ingressos
El 2009 a Ornacieux hi havia 145 unitats fiscals que integraven 405 persones, la mediana anual d'ingressos fiscals per persona era de 18.490 €.

### Activitats econòmiques
Dels 7 establiments que hi havia el 2007, 1 era d'una empresa de fabricació d'altres productes industrials, 3 d'empreses de construcció, 1 d'una empresa de comerç i reparació d'automòbils, 1 d'una empresa d'hostatgeria i restauració i 1 d'una empresa immobiliària.
Dels 3 establiments de servei als particulars que hi havia el 2009, 1 era un guixaire pintor, 1 electricista i 1 restaurant.
L'any 2000 a Ornacieux hi havia 15 explotacions agrícoles que ocupaven un total de 385 hectàrees.

## Equipaments sanitaris i escolars
El 2009 hi havia una escola elemental integrada dins d'un grup escolar amb les comunes properes formant una escola dispersa.

## Poblacions més properes
El següent diagrama mostra les poblacions més properes.